# Catedral de Barbastre
La Catedral de Santa Maria de l'Assumpció de Barbastre és un temple catòlic, seu principal del bisbat de Barbastre-Montsó, construït a principis del segle xvi seguint una traça i una decoració renaixentista però amb tècnica constructiva gòtica. Es troba en el centre de la ciutat històrica.
Fou declarada monument nacional el 3 de juny de 1931.

## Història

### L'església romànica
Un any després de conquerida la ciutat, el 5 de maig de 1101, la mesquita major fou consagrada com església cristiana, sota la protecció de Santa Maria i els sants Vicent, Corneli, Esteve, Calixt, Cosme i Damià.
De seguida, els bisbes de Roda d'Isàvena es titulen bisbes de Barbastre, fins que el 1149 desapareix el bisbat, i el temple queda adscrit al bisbat d'Osca com una parròquia. Entre 1150 i 1160 es construeix un nou temple, del qual sols queden alguns elements romànics inserits en l'actual edifici.

### L'església gòtica
Una nova església es construí en el segle xiv, amb la mateixa orientació que l'actual però menor, a la qual pertany la capella dels Reis, parts de la torre campanar, i les restes dels claustre, que es trobava al darrere de l'actual capella del Santíssim.

### Colegiata renaixentista
En 1512 el consell de la ciutat encarregà a un mestre d'obres el projecte d'una nova església, però no començaren les obres per no tenir clar el finançament. Fou el 26 de juny de 1517 quan finalment se signa una concòrdia entre la ciutat i el mestre d'obres Luis de Santacruz, per a derruir l'antic temple, recuperar els materials aprofitables i transportar els materials per a l'obra nova. En Monterruebo estava la pedrera utilitzada. Entre juny de 1517 i gener de 1518 es realitza la cimentació i comença l'obra de fàbrica, però posteriorment l'obra s'alenteix. En setembre de 1518 es contracta a un nou mestre d'obres, Juan de Sariñena, qui treballa en la colegiata fins a 1522, paredant tot el recinte i construint les columnes fins a l'altura dels capitells.
Des de 1522 fins a 1528 l'obra torna a tenir problemes de finançament. En aquest darrer any, el 27 de juliol, la ciutat contracta a un nou mestre d'obres, Juan de Segura, qui reinicia les obres, amb la col·laboració dels picapedrers Juan de Urruzola i Martín de Estasa, els quals cobreixen les naus, col·loquen les finestres, preparen els altars i construeixen l'escala de caragol que des de la sagristia condueix a les voltes. Les obres finalitzen en 1533.

## Edifici

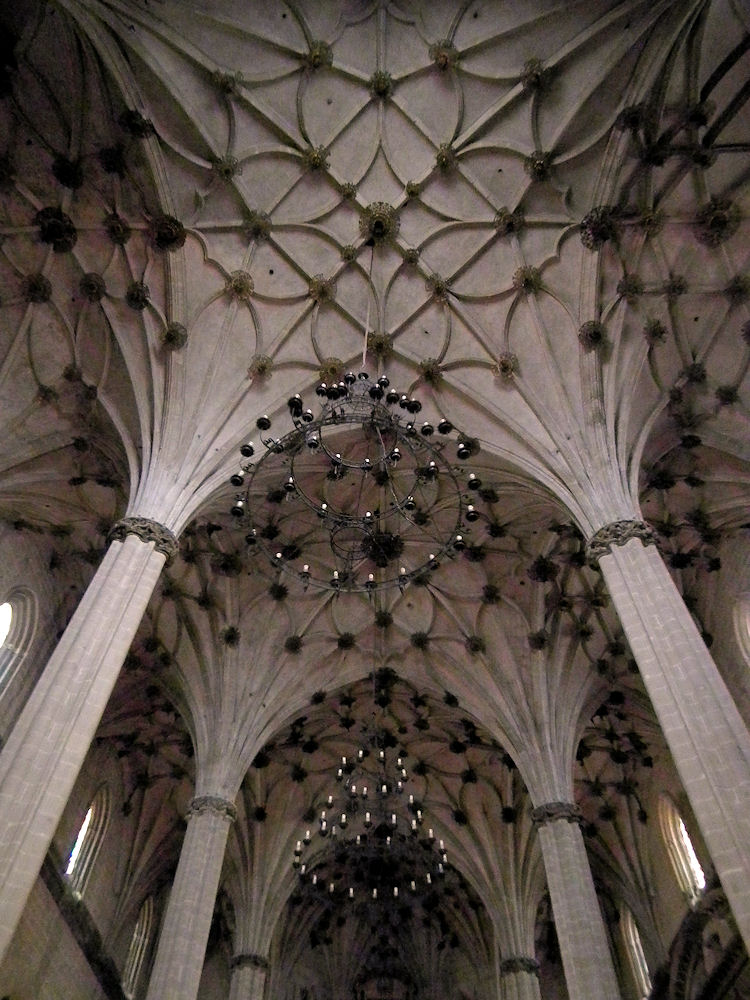
Volta de la nau central

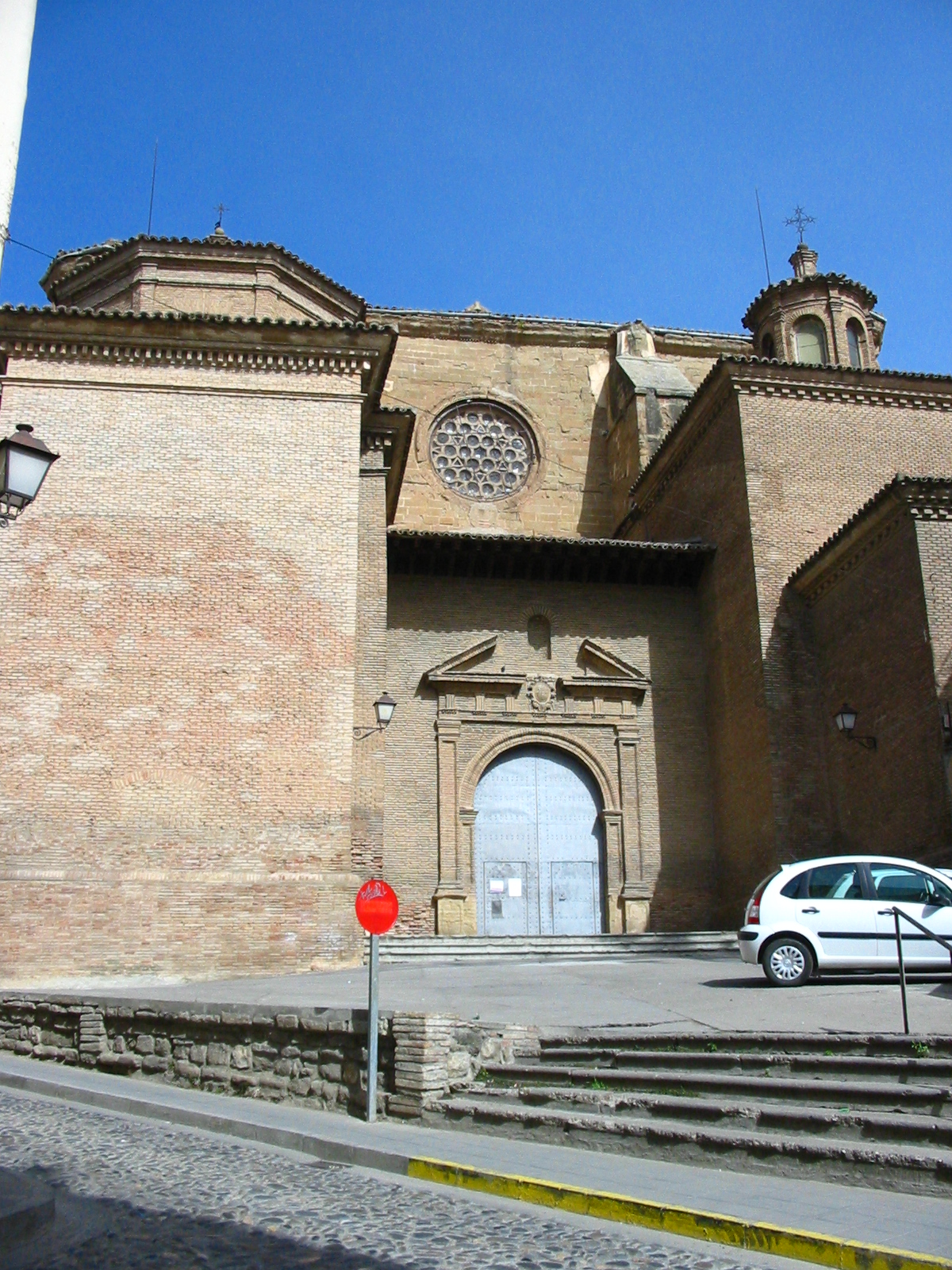
Portada principal

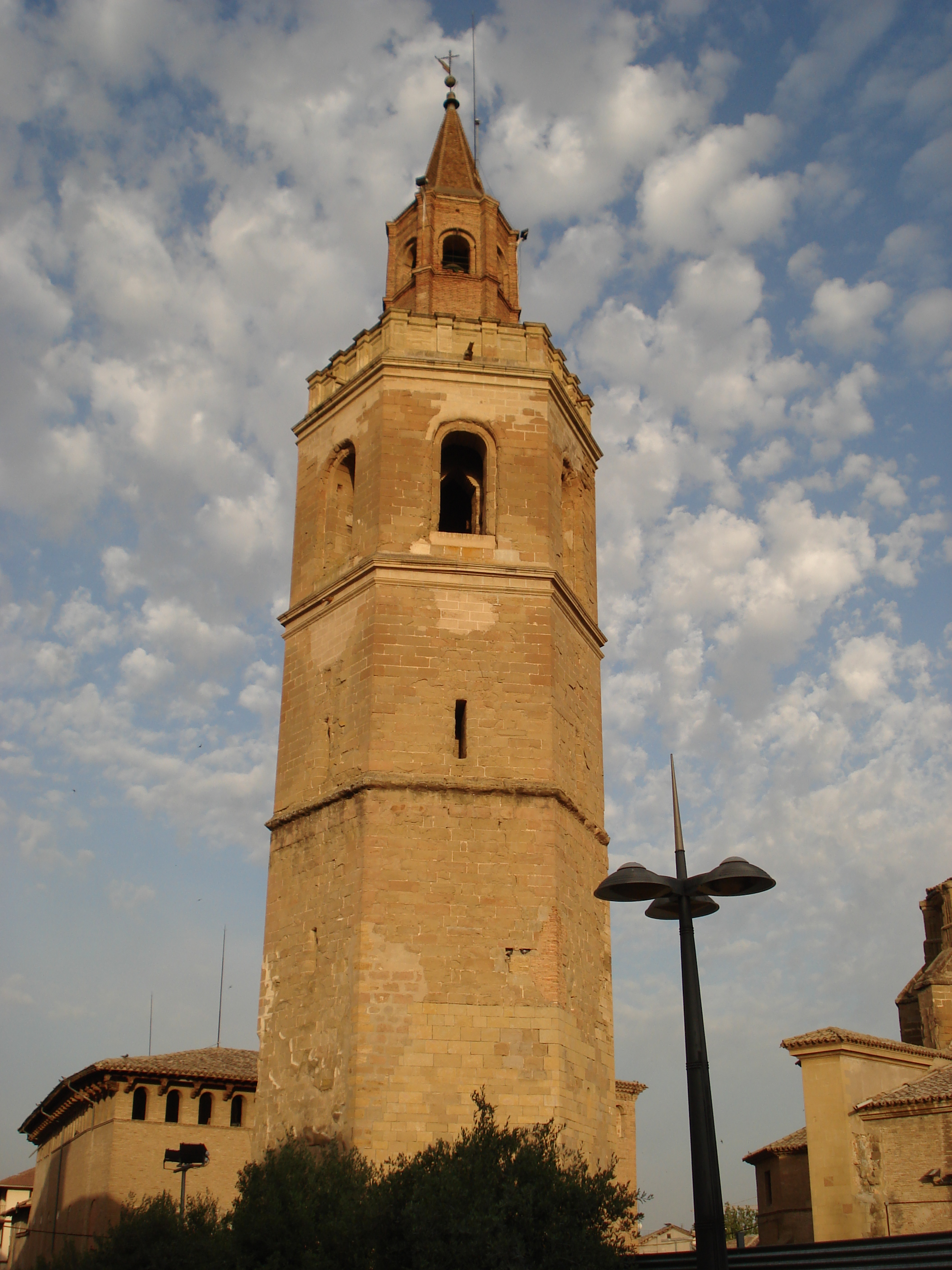
Torre-campanar

### Estructura del temple
Edifici amb planta rectangular, de saló, amb tres naus de la mateixa altura, més ampla la central, sense creuer, amb capçaleres poligonals en les tres naus, i amb quatre trams delimitats per tres pars de columnes amb el fust fasciculat per suportar les voltes de creueria molt elaborades. Tres capelles a cada costat i altres dues als peus de les naus laterals, encerclant la façana principal, completen l'espai litúrgic. Altres dependències són la Sagristia, al darrere del presbiteri, amb forma poligonal, i al costat, es troben el vestuari, el locutori i la sala capitular, aquestes darreres dependències tenen dues plantes, que han estat ocupades pel Museu Diocesà. La torre campanar és un edific exempt al nord-est de la catedral.

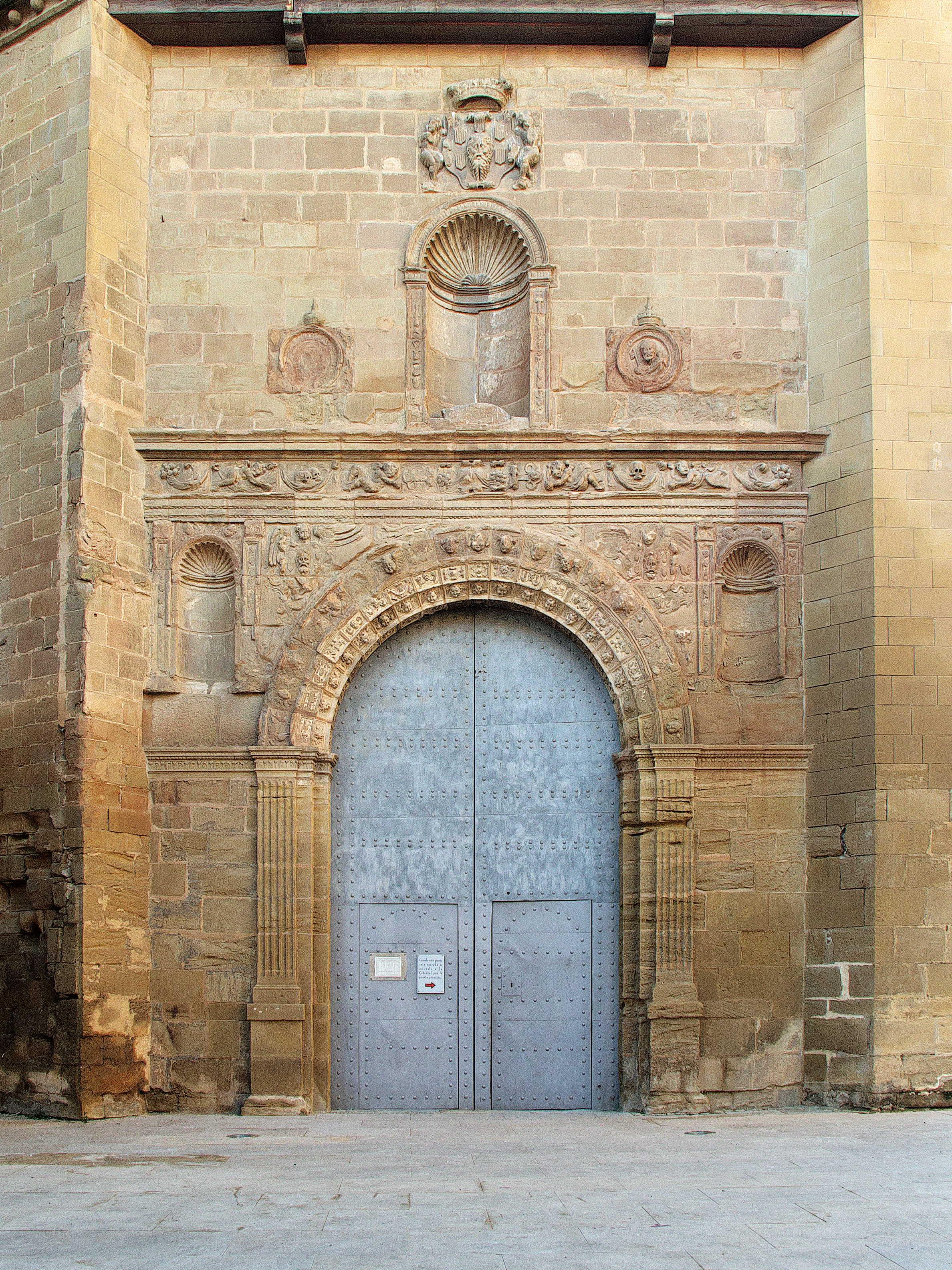
Portada lateral

### Exterior

#### Façanes
La façana principal es troba als peus de la nau central, encaixada per les capelles del Sant Crist dels Miracles i de Sant Carles Borromeo. Anteriorment a la construcció d'aquestes capelles hi havia una façana amb tres portades, corresponent a les tres naus. La façana, de poca altura i tota de maons, es cobreix amb un ràfec. La portada té una obertura de mig punt flanquejada per pilastres buides que sostenen un fris amb tríglifs, i per damunt, un frontó partit, deixant espai per a una fornícula apetxinada. En el centre del fris i ocupant la base del frontó, un escut amb l'any 1703 gravat.
L'altra façana es troba junt a l'absis de la nau del costat de l'Evangeli i també té un ràfec en la cornisa. El frontis apareix dividit en dos pisos per un fris ornamental amb angelets, màscares i calaveres enfilades per garlandes. Al cos inferior, una obertura de mig punt emmarcada per pilastres acanalades sostenen la imposta d'on surt l'arc motllurat i esculturat amb àngels i roses, mentre els carcanyols tenen petites fornícules apetxinades i escuts de la ciutat. Al cos superior una fornícula apetxinada protegida per dos medallons dels sants Pere i Pau, i al damunt, un escut de la ciutat.

#### Torre-campanar
Torre exempta de planta octagonal amb tres cossos. Té 50 m d'altura i està feta de carreus. L'accés s'inicia amb escala de caragol i continua amb escala perimetral. Els cossos estan separats per motllures: el primer està cobert amb volta de creueria, el següent espai interior és modern, i el de les campanes, amb una obertura en cada cara, té un pou central. Per damunt, una balustrada conté un remat també octagonal de menor perímetre, fet de maons i amb coberta piramidal.
Manté elements gòtics. També se suposa que està ubicada en el mateix lloc on estava el minaret de la mesquita major, i ha estat reconstruïda en diverses ocasions. La darrera intervenció que modificà el seu aspecte es finalitzà en 1626, quan es va realitzar el remat de maons. En 1980 es realitzà una rehabilitació del campanar.

### Interior

#### Retaules de la capçalera

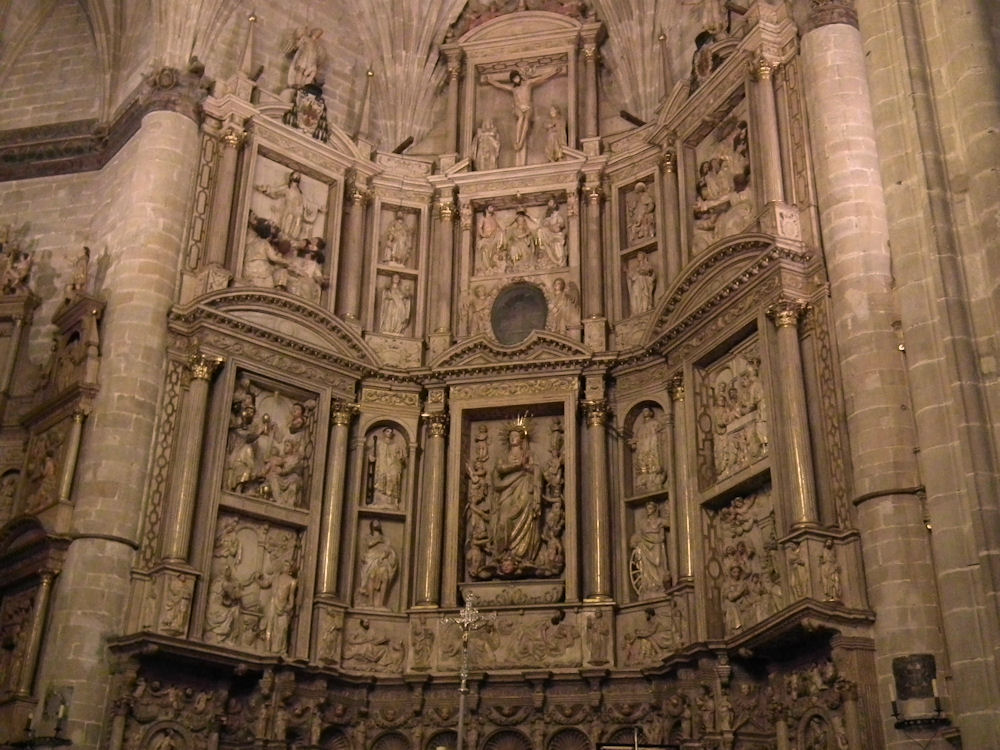
Retaule major

##### Retaule major
El retaule major està dedicat a la Mare de Déu de l'Assumpció, on tot el programa iconogràfic exalta els misteris del Rosari. Té bancal d'alabastre i cos de fusta policromada.
El bancal l'inicià Damià Forment, i per la seua mort, el continuà un deixeble seu, Joan de Liceire, qui el va entregar l'any 1560. Es tracta d'un conjunt renaixentista on es cuida el detall i utilitza la fantasia i la mitologia per a exaltar el misteri cristià. El seu pis principal és una tira de fornícules amb venera on es representen escenes de la passió, mort i resurrecció de Crist, i als sants Pere i Pau, separades per columnes jòniques carregades per escultures sacres, i als extrems, en la part baixa, dos fornícules més grans amb les escultures de Sant Ramon del Monte i Sant Ponci, i per damunt, dos medallons, amb Sant Jeroni i Maria Magdalena.
El cos està dedicat a la glorificació i assumpció de la Mare de Déu. Es va realitzar entre 1600 i 1602, encarregat pel bisbe Carlos Muñoz Serrano, a Pedro de Aramendía, Miguel Orliens i Pedro Martínez, i va pintar tot el retaule, inclòs el bancal, Luis Salinas. Tot i que presenta una adequada qualitat tècnica, aquesta és inferior a la del bancal. El cos està compost per tres carrers i dos entrecarrers, col·locats en dos pisos i un àtic, amb escenes col·locades en caixes rectangulars emmarcades per columnes jòniques acanalades. Destaquen i centren el cos, en el carrer central, de baix a dalt, L'Assumpció, La Santíssima Trinitat glorificant la Mare de Déu i El Calvari.

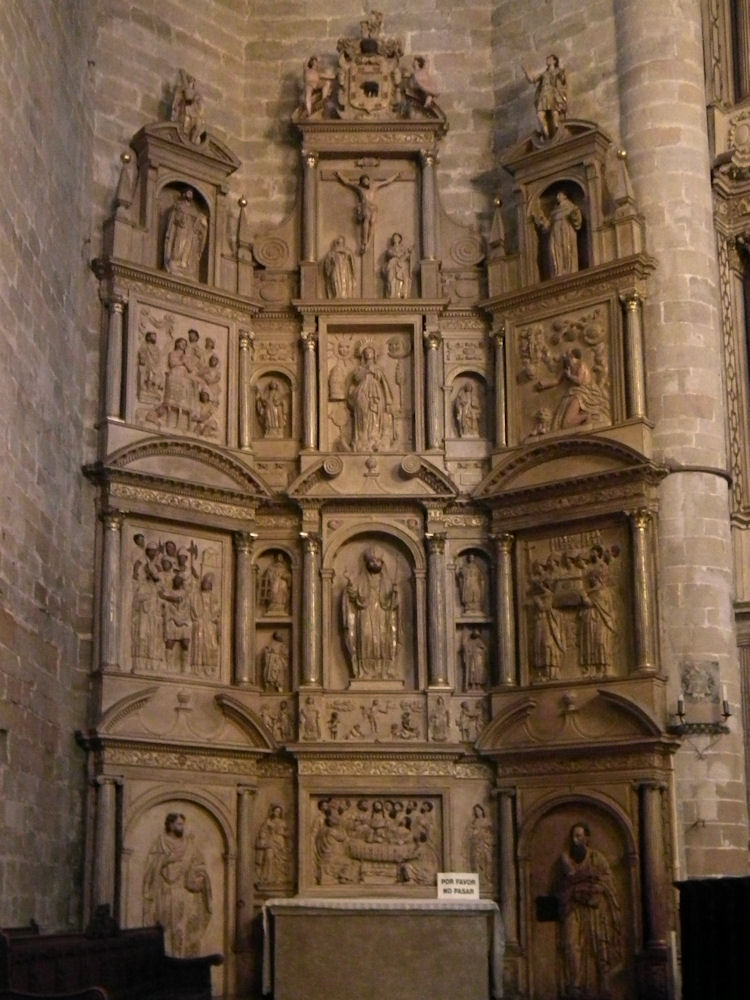
Retaule de Sant Ramon

##### Retaule de Sant Ramon
Capella i retaule a l'absis del costat de l'Evangeli, en la capçalera del temple, dedicada a Sant Ramón del Monte, bisbe que fou de Barbastre a principis del segle xii, i patró de la ciutat des de 1595. Capella dedicada abans a Sant Joan Evangelista, canvià al segle xvii l'advocació, i en 1536 es construeix el retaule. El retaule està format per un bancal, dos cossos i un àtic, amb tres carrers i dos entrecarrers, adaptant-se a l'absis. Les escenes es col·loquen en fornícules i caixes rectangulars emmarcades per columnes acanalades jòniques, cornises i frontons circulars. L'itinerari iconogràfic principal serveix d'exaltació al sant, la seua expulsió i la tornada a la ciutat, amb un tractament classicista.

##### Retaule de Sant Pere
Capella i retaule a l'absis del costat de l'Epístola, en la capçalera del temple, dedicada a Sant Pere apòstol. El retaule es construeix l'any 1746 per l'escultor Antonio Malo, seguint el model del retaule de Sant Ramon, amb la mateixa disposició de cossos i carrers, però el tractament de les escenes és el que canvia radicalment, i aquí apareix plenament l'exaltació barroca.

#### Les claus
Les claus de la volta de les naus estan cobertes per 485 florons de fusta policromada amb motius heràldics, realitzats immediatament acabada la volta. Conegudes com les roses de la Seu, foren contractades a Nicolas de Orliens, les peces més importants, i a altres escultors, la resta. Són una explosió floral que complementa la profusió de nervis de la volta.

#### Cor
El pedestal del cor, situat a la nau central, enfront del presbiteri, fou construït en 1601 per Pedro de Aramendía, i eliminat en 1950 per obrir l'accés dels fidels a l'altar. El cadirat, realitzat pels escultors Jorge Comón i Juan Jubero, ocupava les tres cares del pedestal, amb dues grades, i actualment, desmantellat, està en el presbiteri, als costats de l'altar major.

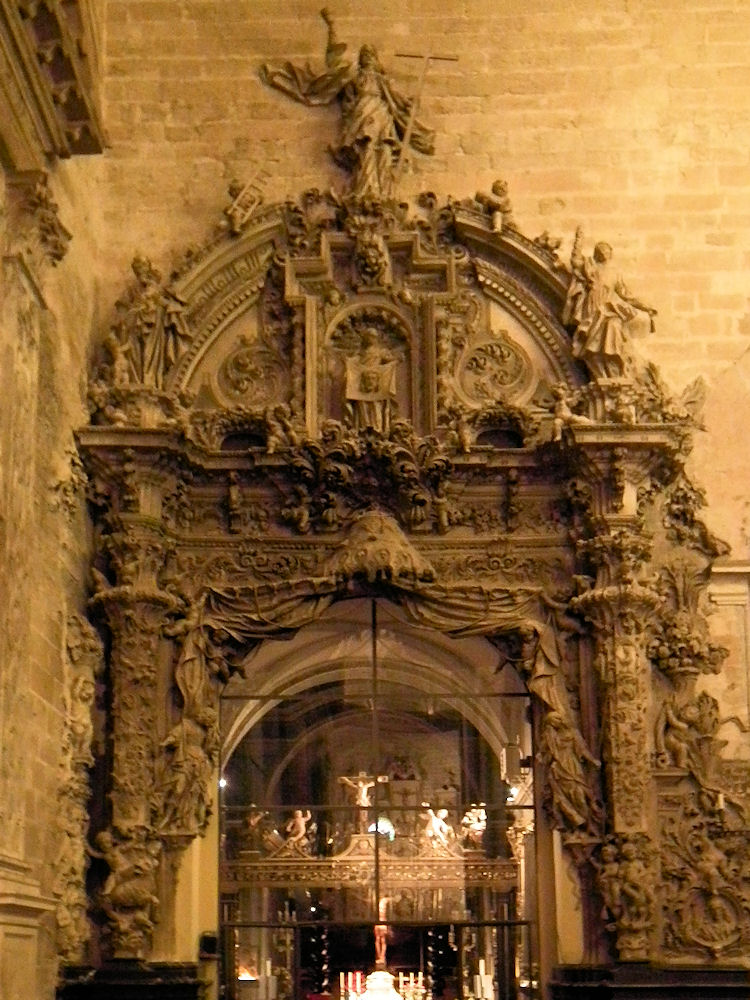
Portada de la capella del Sant Crist

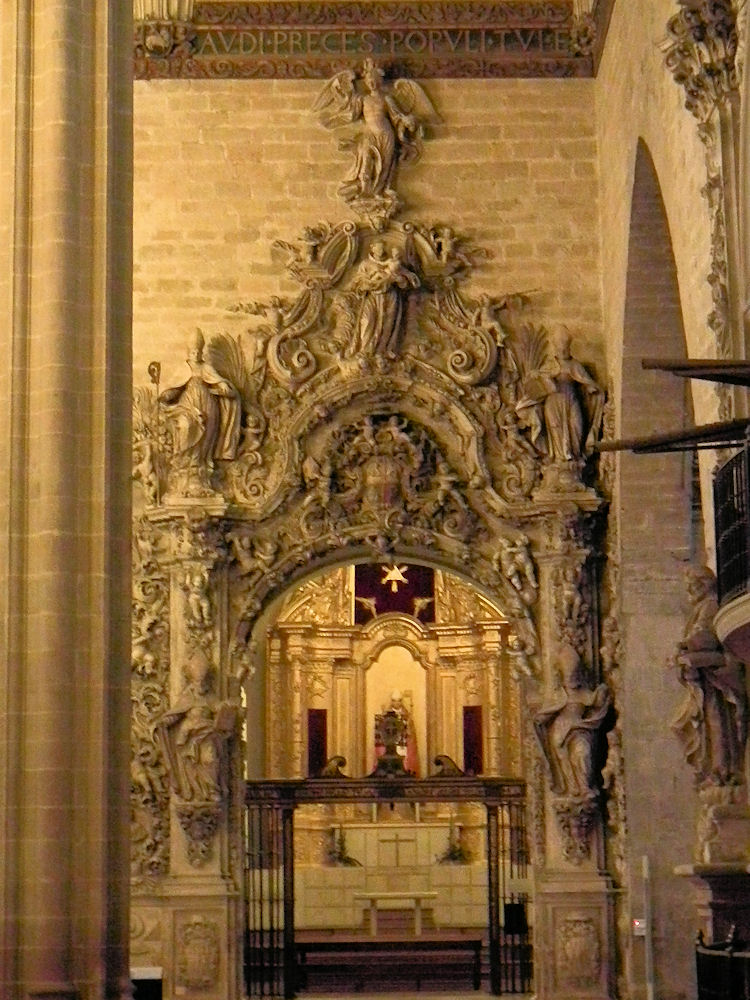
Portada de la capella de Sant Carles Borromeo

#### Capelles
- Al costat de l'Epístola, de la capçalera fins als peus:

Capella del Pilar. La capella, fins 1941, estigué sota l'advocació de Sant Jaume apòstol. Actualment es conserva de quan es construí l'antiga capella en 1611, la portada, la reixa i la volta. La portada amb arc de mig punt amb cassetons emmarcat per pilastres amb cassetons ovalats que suporten un frontó semicircular partit; la reixa metàl·lica amb marc de fusta policromada; i la volta de creueria amb claus semblants a les de les naus.
Capella de la Assumpció. També anomenada de la Dormició de la Verge. Construïda entre 1618 i 1621, amb el mateix estil que la de Sant Jaume, en portada, reixa i volta. La portada amb arc de mig punt emmarcat per columnes semiadossades jòniques, i amb els pedestals esculpits amb les figures dels sants Pere i Pau, i per sobre, un entaulament que suporta un frontó semicircular partit.
Capella de Sant Francesc Xavier. Construïda en 1652 i destruït el seu interior durant la guerra civil, destaca la portada, semblant a la de Sant Jaume però més senzilla, i la volta, que segueix l'esquema general, tot i que en el centre obri un llanternó.
- Als peus, del costat de l'Epístola al costat de l'Evangeli:

Capella del Sant Crist dels Miracles. Construïda en 1703 i decorada entre 1714 i 1722, destaca la portada xorrigueresca, d'estuc, amb columnes adossades, entaulament i frontó semicircular partit, tot cobert d'imatges i ornamentació floral; i en l'interior, la cúpula central amb petxines i llanternó.
Capella de Sant Carles Borromeo. Abans estigué dedicada a Sant Ramon i al Corpus. En 1741 es decorà la capella i es realitzà la portada, semblant a la del Sant Crist, d'escaiola, amb columnes adossades i figures superposades, entaulament curvilini, tot ple de angelets, figures de sants i fullatge. La capella té cúpula sobre petxines i llanternó.
- Al costat de l'Evangeli, dels peus a la capçalera:

Capella de Sant Josep. Fou l'antic claustre, on hi havia una capella als sants Vicent i Llorens. L'actual obra es feu entre 1625 i 1635, amb planta de creu amb una capella principal i dues laterals, amb un creuer cobert en cúpula sobre petxines i llanternó, fet amb carreus i maons. L'intradós de la cúpula esta estucat amb profusa decoració i iconografia barroca. El retaule que presideix la capella, procedent del monestir de Sant Victorian de la Fueva, obra on es troben elements del segle xv i xvi, està maçonada per una estructura del segle xviii, amb gran riquesa ornamental i intens daurat, on destaca el quadre de Sant Victorian, obra de Bartolomé Bermejo.
Capella del Rosari. Construïda en 1595 per Juan de Villabona, que també feu la sagristia, sota l'advocació de l'Àngel Custodi, en 1747 fou dedicada a la Mare de Déu del Rosari. Es manté la portada d'ingrés, de 1745, obra barroca però tractada amb més senzillesa.
Capella del Salvador dels Reis. Actual baptisteri, amb l'absis poligonal i volta de creueria, amb elements anteriors a la construcció de l'actual església. Des d'aquesta capella es comunica la capella del Rosari i la porta lateral.